# Onze-Lieve-Vrouw-ter-Noodkapel (Stalle)

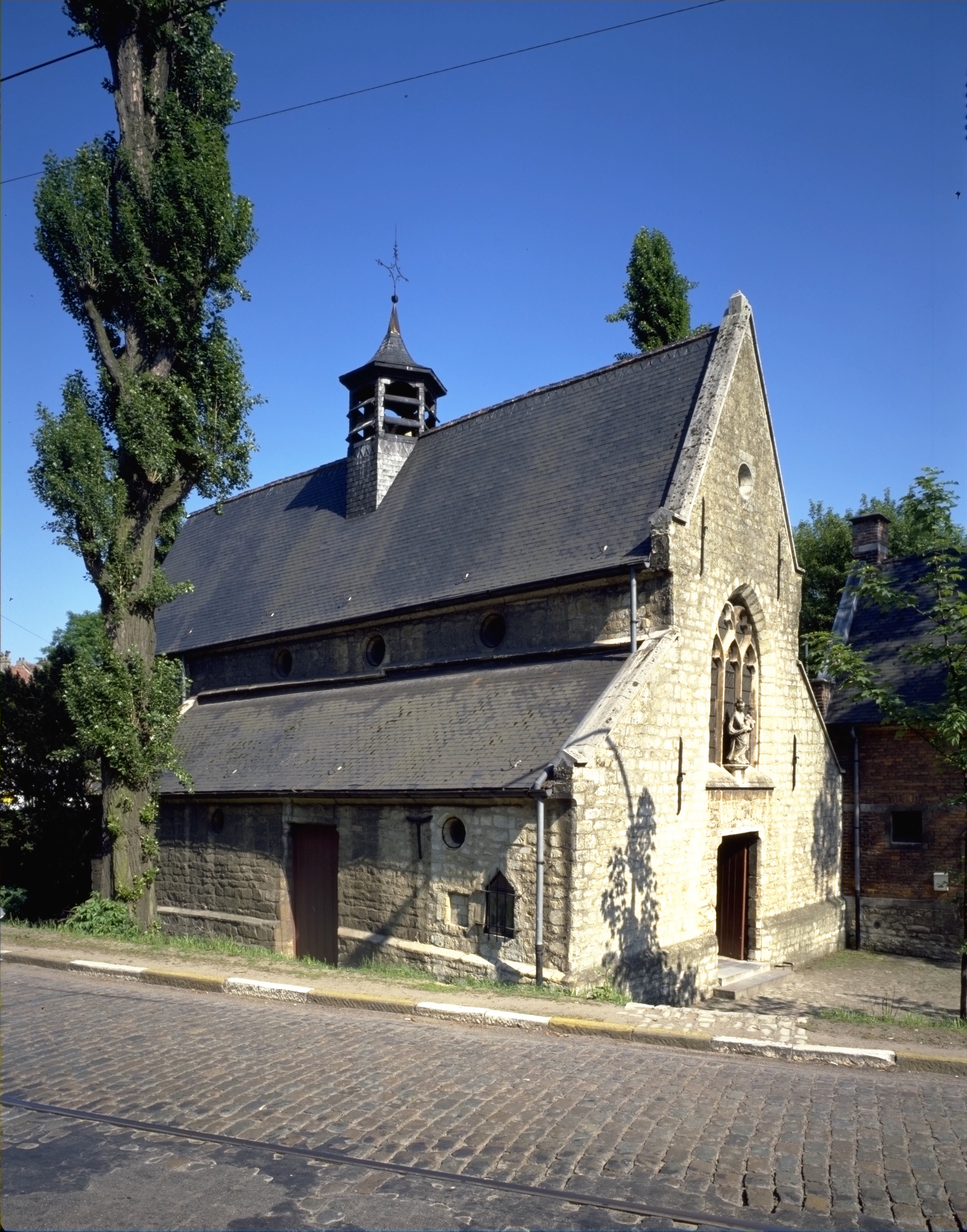
Zijaanzicht vanop de drukke Stallestraat

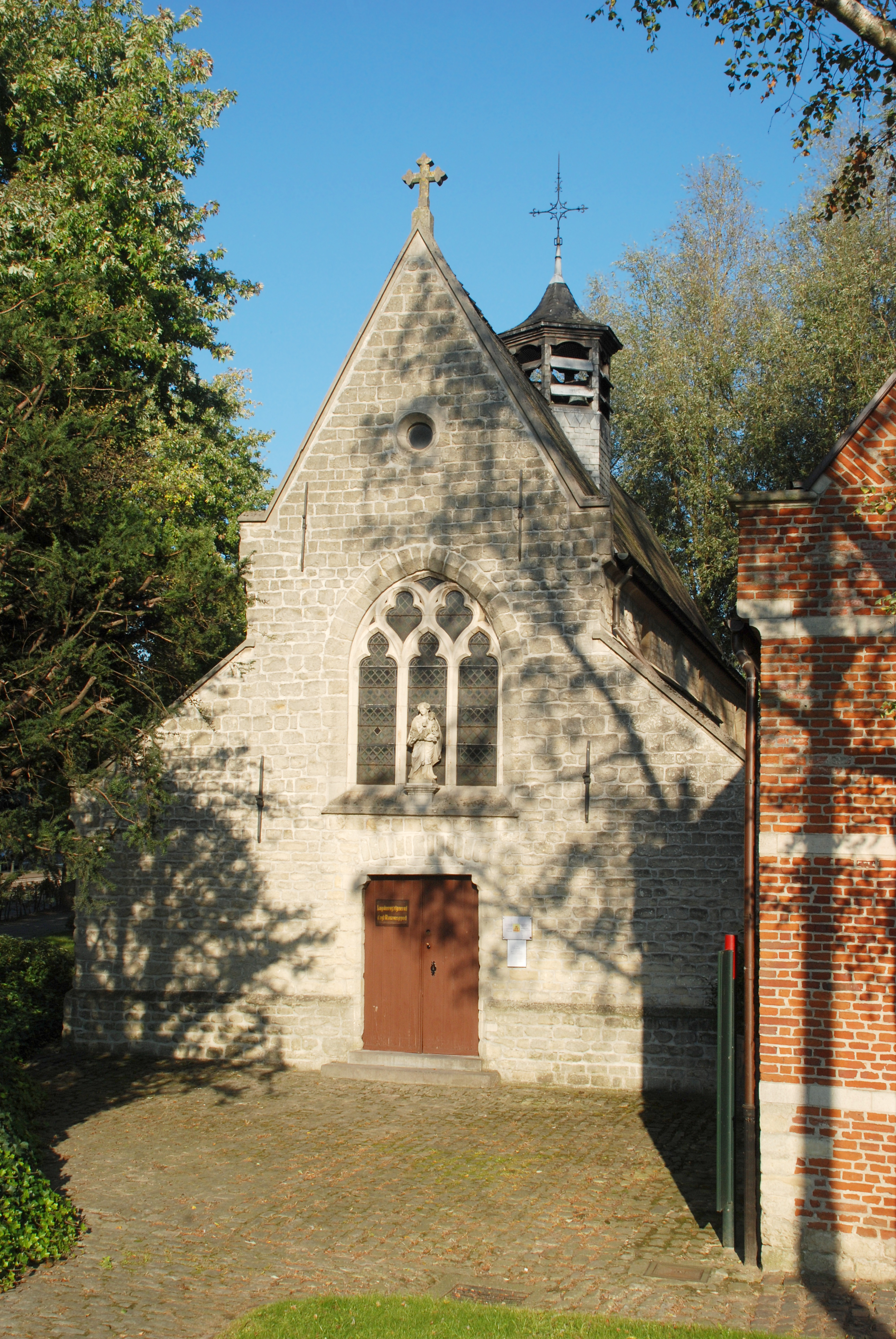
Voorkant van de kapel

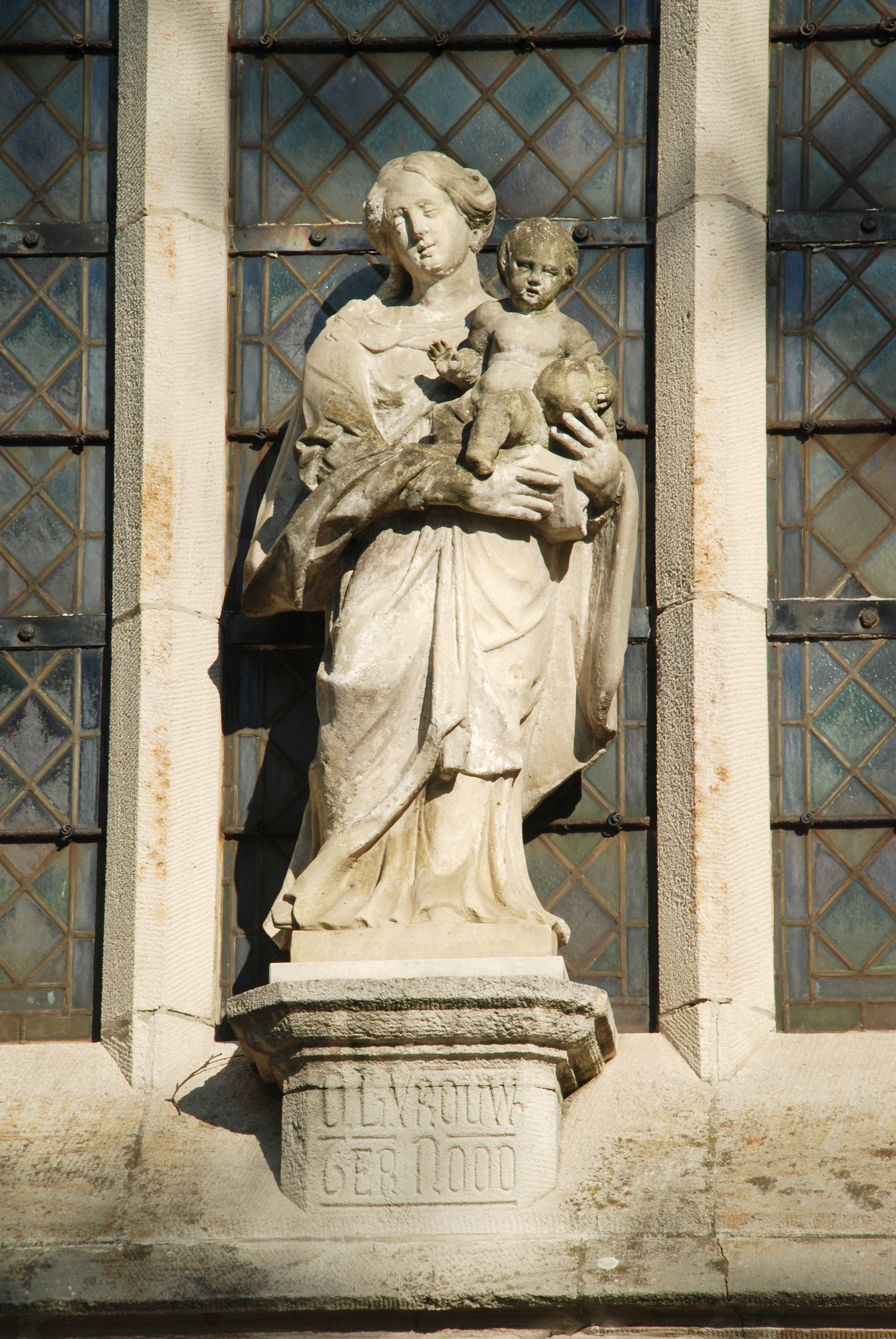
O.L. Vrouw der Nood boven de ingangspoort (ca. 1700-50)

De Onze-Lieve-Vrouw ter Noodkapel of Kapel van Stalle (Frans: Chapelle de Stalle) is een gotische kapel in Stalle in de Belgische gemeente Ukkel in het Brussels Hoofdstedelijk Gewest. Ze is gewijd aan Onze-Lieve-Vrouwe ter Nood.

## Geschiedenis
De kapel lag centraal in de heerlijkheid Stalle, een van de drie entiteiten die in 1795 samengevoegd werden tot de gemeente Ukkel. Ze was wellicht in de 12e eeuw al een bedevaartsoord en werd begunstigd door de heren van Stalle, die in 1369 gronden schonken.
Het huidige gebouw dateert waarschijnlijk uit het einde van de 15e eeuw. Aan het einde van de 17e eeuw onderging het een aantal transformaties, zoals het wegnemen van het grote koorraam, het aanbrengen van een stucplafond (1693) en van een nieuwe koorbetegeling (1697).
De kosterswoning stamt volgens een datumsteen uit 1712.
Bij besluit van 8 maart 1938 is de kapel als monument beschermd. Ze werd volledig gerestaureerd in 1930-32 en opgefrist in 1990-1991.

## Beschrijving
De kapel bestaat uit natuursteen in onregelmatig verband. Tegen het schip zijn twee lage zijbeuken aangebouwd. Licht komt binnen langs oculi op twee niveaus. In de rechtermuur van het schip zit een spleet waarlangs melaatsen naar verluidt de mis volgden.
In de westgevel is een spitsraam aangebracht en een beeld van Maria met kind uit de vroege 18e eeuw (inscriptie: O.L. Vrouw der Nood). Boven het leistenen dak steekt een zeshoekige dakruiter uit.
Binnen is het vroeg-17e-eeuwse altaar versierd met een beeld van Kind Jezus Zaligmaker. Beelden van Onze-Lieve-Vrouw met kind en van de heilige Rochus stammen uit dezelfde periode. De communiebank is in rococo. Drie rouwblazoenen dragen de data 1700, 1788 en 1834.
Ten zuiden van de kapel liggen twee bijgebouwen: de sacristie en de kosterswoning. Ze zijn opgetrokken in oude Brabantse stijl, grotendeels uit rode baksteen.